# Le Mystère du 421
Pour plus de détails, voir Fiche technique et Distribution.
Le Mystère du 421 est film français coproduit par la Belgique écrit, interprété et réalisé en 1938 dans les deux pays par Léopold Simons.

## Fiche technique
- Scénario et dialogues : Léopold Simons, d'après sa pièce Le Mystère du 421.
- Photographie et cameraman : Paul Flon
- Son : José Lebrun
- Musique : Victor Marceau
- Format : Muet - Noir et blanc
- Sociétés de production : Bruitte et Delemar et Lux Film
- Genre : Comédie policière
- Durée : 75 minutes
- Dates de sortie : 
  - France - 1er mars 1938 (à Lille)

## Distribution
- Léopold Simons : Alphonse Brassepeninck, le patron de l'estaminet "Au 421"
- Line Dariel : Zulma Brassepeninck, sa femme
- André Duhamel : Johnny Brown, un ancien aviateur
- Suzanne Christy : Elise Brassepeninck, la fille des cafetiers
- Édouard Bréville : Louis Bruxellois
- Ludy Sambi : Olga Mersmann
- Guy Favières : le patron du commissariat central
- Jean Darwels : le Sidi
- Zizi Festerat : l'agent
- Hélène Ourgel : Sidonie
- Pradelle : Désiré
- Walter Ruffax : Huberto Cavelcanti
- Raymond Vazelli : Hégésippe Navet